# Heidkopf (Hahnenkamm)
Der Heidkopf ist ein 325 Meter hoher Berg im Spessart im bayerischen Landkreis Aschaffenburg. Er gehört zum Hahnenkammhöhenzug, dessen Hauptgipfel (436 m ü. NN) im Südwesten an die benachbarte Hohe Mark angrenzt.

## Geographie

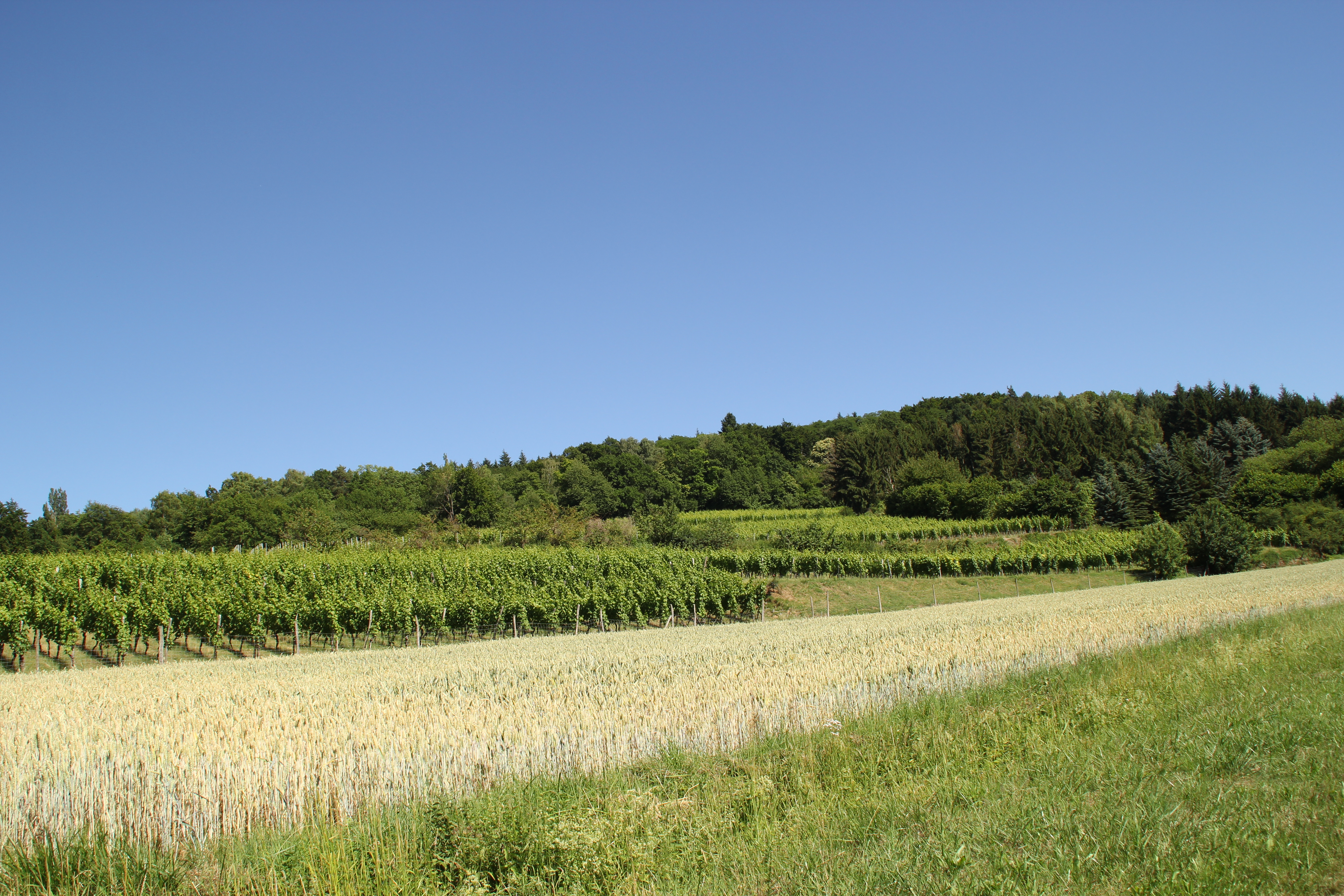
Die Weinlage Steinberg am Heidkopf

Im Norden des Berges liegt der Weinort Michelbach mit der Siedlung Birkenberg und der Herrnmühle. Der Heidkopf wird im Osten durch das Tal des Hitzigen Lochgrabens und im Westen durch das des Kertelbachs begrenzt. Nördlich verläuft die Kahl und die Bahnstrecke Kahl–Schöllkrippen. Am Westhang befindet sich die Weinlage Steinberg.